# Walter Rein
Walter Rein (* 10. Dezember 1893 in Stotternheim; † 18. Juni 1955 in Berlin) war ein deutscher Komponist und Musikpädagoge.

## Leben
Rein absolvierte das Lehrerseminar in Weimar und war danach als Lehrer und Chorleiter in Bürgel tätig. Er studierte ab 1924 an der Berliner Akademie für Kirchen- und Schulmusik und war außerdem Kompositionsschüler, unter anderen von E. Lendvai und Richard Wetz. Später lehrte Rein an der Staatlichen Musikschule in Weimar sowie an den Pädagogischen Akademien in Kassel (1930–32), Frankfurt am Main und Weilburg.  Im April 1928 nahm er am Gründungstreffen des NS-Lehrerbundes in Hof teil. Nach der „Machtergreifung“ der Nationalsozialisten gehörte er zum Verwaltungsbeirat der Reichsmusikkammer. 1935 folgte er einer Berufung an die ehemalige Akademie für Kirchen- und Schulmusik in Berlin und wurde Professor für musikalische Volkskunde an der Staatlichen Hochschule für Musikerziehung. In der NS-Zeit komponierte er verschiedene Stücke im Sinne der Machthaber, darunter 1938 eine Sonnenwendkantate. Rein beantragte am 30. Juni 1941 die Aufnahme in die NSDAP und wurde zum 1. Juli desselben Jahres aufgenommen (Mitgliedsnummer 8.740.882). In der Endphase des Zweiten Weltkriegs meldete er sich im Dezember 1944 freiwillig zum Volkssturm.
Ab 1945 war Rein als freischaffender Komponist in Berlin tätig. 1948 wurde er entnazifiziert und 1950 rehabilitiert. 1954 erfolgte seine Wiedereinstellung, verbunden mit einer sofortigen Pensionierung.
Schwerpunkt seines kompositorischen Schaffens war die Vokalmusik für die Schule und den Laienchor. Mehrere Liederbücher gab er heraus. Jedoch stammen auch mehrere hundert Instrumentalstücke, vor allem Spielstücke für Bläser und Streicher von ihm. Sein Werkverzeichnis umfasst über 2000 Einzelsätze.